# Liesche Sätze
In der Mathematik stellen die Lie’schen Sätze, benannt nach Sophus Lie, den Zusammenhang zwischen Lie-Gruppen und Lie-Algebren her.

## Lie-Gruppen und Lie-Algebren
Eine Lie-Gruppe {\displaystyle G} ist eine differenzierbare Mannigfaltigkeit, die zusätzlich die Struktur einer Gruppe besitzt, so dass die Gruppenverknüpfung und die Inversion beliebig oft differenzierbar sind.
Die Lie-Algebra einer Lie-Gruppe ist der Vektorraum der links-invarianten Vektorfelder mit dem Kommutator als Lie-Klammer. Die Lie-Algebra {\displaystyle {\mathfrak {g}}} kann auf kanonische Weise mit dem Tangentialraum im neutralen Element der Lie-Gruppe {\displaystyle G} identifiziert werden:
{\displaystyle {\mathfrak {g}}\simeq T_{e}G}.

## Lie’sche Sätze
Satz (Dritter Lie’scher Satz, auch Satz von Lie-Cartan): Für jede endlich-dimensionale reelle Lie-Algebra {\displaystyle {\mathfrak {g}}} gibt es eine einfach zusammenhängende Lie-Gruppe {\displaystyle G}, deren Lie-Algebra {\displaystyle {\mathfrak {g}}} ist.
Satz (Zweiter Lie’scher Satz): Seien {\displaystyle G,H} Lie-Gruppen mit Lie-Algebren {\displaystyle {\mathfrak {g}},{\mathfrak {h}}} und sei {\displaystyle G} einfach zusammenhängend. Dann gibt es zu jedem Lie-Algebren-Homomorphismus {\displaystyle f\colon {\mathfrak {g}}\to {\mathfrak {h}}} einen eindeutigen Lie-Gruppen-Homomorphismus {\displaystyle F\colon G\to H} mit {\displaystyle f=D_{e}F}.

## Historisches und Anmerkungen
Der erste Lie’sche Satz ist eine rein lokale Aussage, die die Wirkung einer Lie-Gruppe auf sich selbst in lokalen Koordinaten als Lösung gewisser Differentialgleichungen mit analytischen Koeffizienten beschreibt.
Auch der dritte Lie’sche Satz war von Sophus Lie ursprünglich nur in einer lokalen Version bewiesen worden, die hier zitierte globale Form geht auf Élie Cartan zurück. 
Im dritten Lie’schen Satz erhält man neben der einfach zusammenhängenden Lie-Gruppe {\displaystyle G} noch weitere (nicht einfach zusammenhängende) Lie-Gruppen mit Lie-Algebra {\displaystyle {\mathfrak {g}}} als Faktorgruppe {\displaystyle G/D}, wobei {\displaystyle D\subset Z(G)} eine diskrete Untergruppe des Zentrums von {\displaystyle G} ist.